# Efecte Rashba-Edelstein

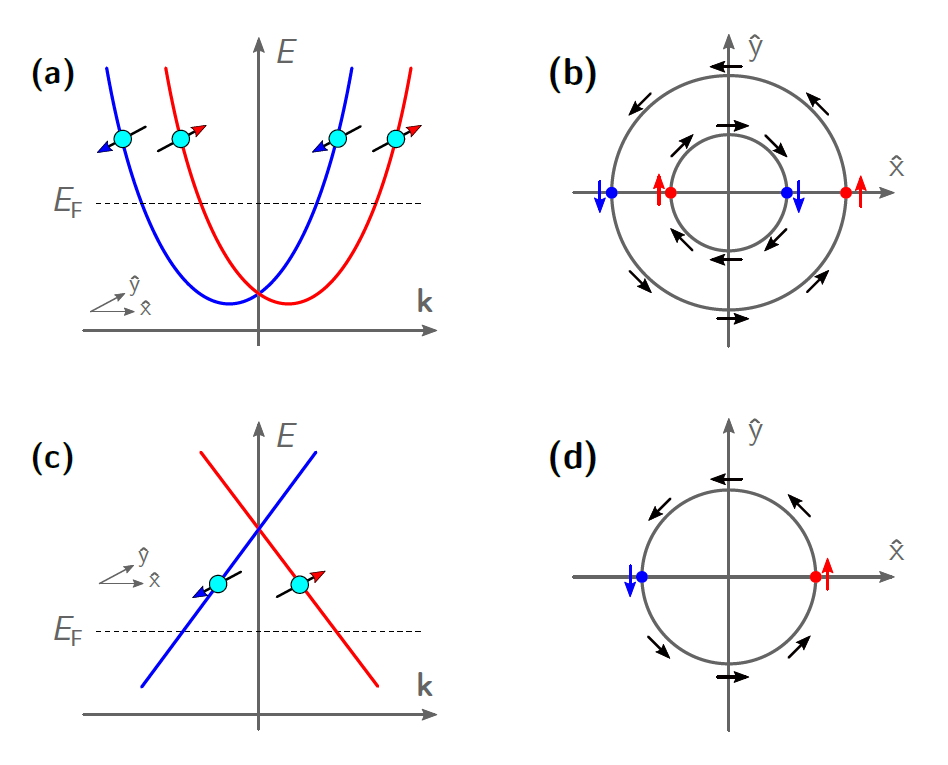
Relacions de dispersió d'energia d'aïllants topològics i dividits en Rashba i contorns de Fermi: secció de relació de dispersió d'energia (a) i contorns de Fermi (b) produïts per l'efecte Rashba i secció de relació de dispersió d'energia (c) i contorn de Fermi (d) a la superfície de l'aïllant topològic.

L'efecte Rashba-Edelstein (REE) és un efecte relacionat amb l'espintrònica, que consisteix en la conversió d'un corrent de càrrega bidimensional en una acumulació d'espín. Aquest efecte és un mecanisme intrínsec de conversió de càrrega a gir i va ser predit el 1990 pel científic VM Edelstein. S'ha demostrat l'any 2013 i confirmat per diverses evidències experimentals en els anys següents.
El seu origen es pot atribuir a la presència d'estats de superfície o interfície polaritzats per espín. De fet, una ruptura de la simetria d'inversió estructural (és a dir, una asimetria d'inversió estructural (SIA)) fa que es produeixi l'efecte Rashba: aquest efecte trenca la degeneració de l'espín de les bandes d'energia i fa que la polarització de l'espín estigui bloquejada a l'impuls a cada branca de la relació de dispersió. Si un corrent de càrrega flueix en aquests estats superficials polaritzats amb espín, genera una acumulació d'espín. En el cas d'un gas Rashba bidimensional, on es produeix aquesta divisió de banda, aquest efecte s'anomena efecte Rashba–Edelstein.
Pel que fa a una classe de materials peculiars, anomenats aïllants topològics (TI), existeixen estats de superfície dividits per gir a causa de la topologia de la superfície, independentment de l'efecte Rashba. Els aïllants topològics, de fet, mostren una relació de dispersió lineal dividida en espín a les seves superfícies (és a dir, cons de Dirac polaritzats en espín), mentre que tenen una banda buida a la massa (és per això que aquests materials s'anomenen aïllants). També en aquest cas, l'espín i la quantitat de moviment estan bloquejats i, quan flueix un corrent de càrrega en aquests estats superficials polaritzats amb espín, es produeix una acumulació d'espín i aquest efecte s'anomena efecte Edelstein. En ambdós casos, es produeix un mecanisme de conversió de càrrega a gir 2D.
El procés invers s'anomena efecte Rashba-Edelstein invers i converteix una acumulació d'espín en un corrent de càrrega bidimensional, donant lloc a una conversió 2D d'espín a càrrega.
L'efecte Rashba-Edelstein i el seu efecte invers es classifiquen com a mecanismes d'interconversió de càrrega d'espín (SCI), com l'efecte Hall d'espín directe i invers, i els materials que mostren aquests efectes són candidats prometedors per convertir-se en injectors d'espín, detectors i per a altres tecnològics futurs. aplicacions.
L'efecte Rashba-Edelstein és un efecte de superfície, a diferència de l'efecte Hall d'espín que és un efecte a granel. Una altra diferència entre els dos és que l'efecte Rashba-Edelstein és un mecanisme purament intrínsec, mentre que l'origen de l'efecte Hall d'espín pot ser intrínsec o extrínsec.

## Origen físic

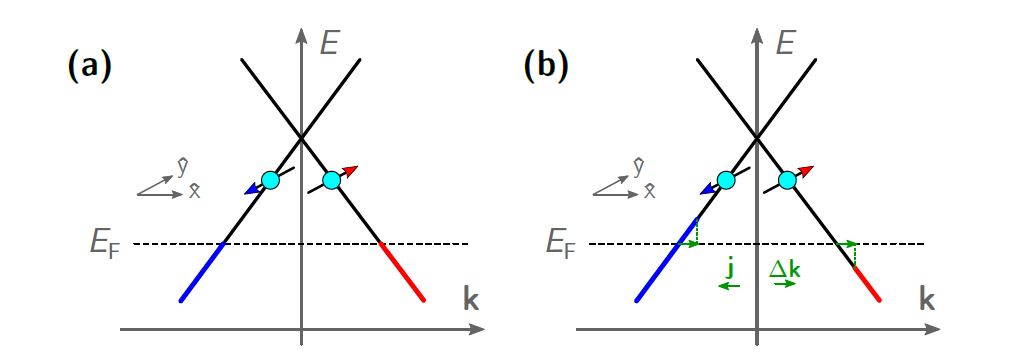
Estructura de bandes aïllants topològiques en equilibri (a) i en situació de no equilibri, quan es produeix un procés d'interconversió de càrrega espín (b). Dos possibles efectes podrien conduir a la situació de no equilibri: la injecció d'un corrent de càrrega (és a dir, un desequilibri d'impuls) que es converteix en una acumulació d'espín (efecte Edelstein) o la injecció d'espins, que resulta en una acumulació d'espín que produeix un corrent de càrrega (efecte Edelstein invers).

L'origen de l'efecte Rashba-Edelstein es basa en la presència d'estats de superfície o interfície dividida en espín, que poden sorgir per una asimetria d'inversió estructural o perquè el material presenta una superfície protegida topològicament, sent un aïllant topològic. En ambdós casos, la superfície del material mostra la polarització d'espín bloquejada a l'impuls, el que significa que aquestes dues quantitats estan unívocament enllaçades i ortogonals l'una a l'altra (això és clarament visible des dels comptes de Fermi). Val la pena assenyalar que també podria estar present una asimetria d'inversió massiva, que donaria lloc a l'efecte Dresselhaus. De fet, si, a més de l'asimetria de la inversió espacial o de l'estructura de la banda aïllant topològica, també hi ha una asimetria d'inversió massiva, l'espín i el moment encara estan bloquejats, però la seva orientació relativa no és fàcilment determinable (ja que també l'orientació del el corrent de càrrega respecte als eixos cristal·logràfics juga un paper rellevant). En la discussió següent, es descuidarà l'efecte Dresselhaus, per simplicitat.
El cas de l'aïllant topològic és més fàcil de visualitzar a causa de la presència d'un únic contorn de Fermi, per tant, primer es parla del cas de l'aïllant topològic. Els aïllants topològics mostren estats de superfície de gir dividit on hi ha un bloqueig de gir-impuls. De fet, quan un corrent de càrrega flueix als estats superficials de l'aïllant topològic, també es pot veure com un canvi de moment ben definit. {\displaystyle \Delta k} a l'espai recíproc, donant lloc a una ocupació diferent de les branques polaritzades per espín del con de Dirac. Aquest desequilibri, d'acord amb l'estructura de la relació de dispersió de la banda aïllant topològica, produeix una acumulació d'espín en el material investigat, és a dir, es produeix una conversió de càrrega a gir. L'acumulació d'espín és ortogonal al corrent de càrrega injectat, d'acord amb el bloqueig d'espin-impuls. A causa del fet que aquests materials mostren un comportament conductor a la seva superfície mentre són aïllants en el seu volum, el corrent de càrrega només es deixa fluir per les superfícies aïllants topològiques: aquest és l'origen de la bidimensionalitat d'aquesta conversió de càrrega a gir. mecanisme.
Pel que fa a l'efecte Rashba-Edelstein, la relació de dispersió espín-split consisteix en dues bandes desplaçades al llarg de l'eix k a causa d'una asimetria d'inversió estructural (SIA), d'acord amb l'efecte Rashba (és a dir, aquestes bandes mostren una divisió lineal en k a causa de l'acoblament espín-òrbita). Això dóna lloc a dos countours de Fermi, que són concèntrics a l'equilibri, tots dos mostren un bloqueig d'espín-moment però amb helicitat oposada. Si el sistema es condueix en una condició de fora d'equilibri injectant un corrent de càrrega, els dos discs es desplacen l'un de l'altre i es produeix una acumulació neta despín. Aquest efecte es produeix, per exemple, en un gas Rashba bidimensional. La divisió de Rashba complica la comprensió i la visualització del mecanisme de conversió de gir a càrrega, però el principi de funcionament bàsic de l'efecte Rashba-Edelstein és molt semblant al de l'efecte Edelstein.